# Конесарик
Конесари́к (каз. Көнесарық) — село у складі Толебійського району Туркестанської області Казахстану. Входить до складу Каскасуйського сільського округу.
У радянські часи село називалось Кенесарик.
Населення — 1085 осіб (2021; 1094 у 2009, 1336 у 1999, 550 у 1989).